# Дрізд вузькобровий
Дрізд вузькобровий (Turdus obscurus) — вид горобцеподібних птахів родини дроздових (Turdidae). Поширений в Азії.

## Поширення
Птах гніздиться в густих хвойних лісах і тайзі Східного Сибіру, Монголії та на півночі Японії. На зимівлю мігрує в Південно-Східну Азію. У Європі — рідкісний мандрівник. Випадкові спостереження також були в Ізраїлі та Австралії.

## Опис
Трохи менший за співочого дрозда. Довжина тіла 21–23 см, розмах крил 36-38 см, маса тіла 61–117 г. Самець має темно-сіру голову, білі брови, чорний недоуздок і білу основу дзьоба. Спина і крила коричневі, криючі покриви підкриля коричневі. Грудка і боки помаранчеві, а нижня сторона тіла біла. Самиці блідіші, з оливково-коричневою головою та потилицею, охристими боками та світлим горлом. У всіх статей жовті ноги і темний дзьоб з жовтою нижньою частиною.-